# Ostermiething
Ostermiething – gmina targowa w Austrii, w kraju związkowym Górna Austria, w powiecie Braunau am Inn. Liczy 3,3 tys. mieszkańców.